# Les Chats du diable
Pour plus de détails, voir Fiche technique et Distribution.
Les Chats du diable (The Uncanny), également connu sous les titres Brrr... ou L'Iréel est un film d'épouvante fantastique québéco-britannique à sketches réalisé par Denis Héroux et sorti en 1977.

## Synopsis
Montréal en 1977

En 1977, à Montréal, l'écrivain Wilbur Gray rend visite à son éditeur Frank Richards pour discuter de son nouveau livre sur les chats. Wilbur croit que les félins sont des créatures surnaturelles et qu'ils sont le diable déguisé. Wilbur raconte trois histoires pour illustrer ses pensées :
Londres en 1912

En 1912, à Londres, Miss Malkin est une femme riche qui a réécrit son testament en laissant sa fortune à ses chats plutôt qu'à son neveu Michael. Sa servante Janet, également maîtresse de Michael, vole une copie du testament dans la mallette de l'avocat et tente de détruire l'original conservé dans le coffre-fort. Lorsque Mlle Malkin s'aperçoit de sa tentative, Janet la tue. Les chats vengent alors la mort de Mlle Malkin.
Québec en 1975

En 1975, dans la province de Québec, l'orpheline Lucy vient vivre chez sa tante Mme Blake, son mari et sa cousine Angela après la mort de ses parents dans un accident d'avion. Lucy emmène son seul ami, le chat Wellington, mais sa méchante cousine oblige ses parents à se débarrasser de Wellington. Lucy utilise le livre de sorcellerie de sa mère pour venger Wellington.
Hollywood en 1936

En 1936, à Hollywood, l'acteur Valentine De'ath remplace la lame d'un faux pendule pour tuer sa femme actrice, et donner une chance à sa jeune maîtresse et aspirante actrice Edina. Le chat de sa femme venge sa mort.

## Fiche technique
- Titre français : Les Chats du diable ou Brrr... ou L'Iréel[1]
- Titre original anglais : The Uncanny[2],[3]
- Réalisation : Denis Héroux
- Scénario : Michel Parry
- Photographie : Harry Waxman
- Montage : Keith Palmer, Michel Guay, Peter Weatherley
- Musique : Wilfred Josephs
- Production : René Dupont, Claude Héroux, Milton Subotsky
- Société de production : Cinévidéo, The Rank Organisation
- Pays de production :  Canada -  Royaume-Uni
- Langue originale : anglais
- Format : couleurs - 1,85:1 - Son mono - 35 mm
- Genre : film d'épouvante fantastique à sketches
- Durée : 88 minutes
- Dates de sortie : 
  - Québec : 24 août 1977 (Festival du film de Montréal)
  - Royaume-Uni : 4 avril 1978

## Distribution
Montréal en 1977

- Peter Cushing : Wilbur Gray
- Ray Milland : Frank Richards

Londres en 1912

- Joan Greenwood : Miss Malkin
- Roland Culver : Wallace
- Susan Penhaligon : Janet

Québec en 1975

- Alexandra Stewart : Mrs. Blake
- Donald Pilon : Mr. Blake
- Chloe Franks : Angela
- Katrina Holden Bronson : Lucy

Hollywood en 1936

- Donald Pleasence : Valentine De'ath
- Samantha Eggar : Edina Hamilton
- John Vernon : Pomeroy
- Catherine Bégin : Madelaine